# جمعية جميع النساء الديمقراطيات في الهند (AIDWA)

## نبذة تاريخية والغرض من الإنشاء
قامت بابا اوماناث بتأسيس جمعية النساء الديمقراطيات في تاميل نادو في عام 1973 تعمل هذه الجمعية من أجل حقوق النساء ومن أجل تعليمهن، توظيفهن، ومنزلتهن، إلی جانب قضايا أخری مثل الطائفية، الشيوعية، وحقوق الطفل، والمساعدات الخاصة بالكوارث. تم تطوير العديد من المنظمات التابعة للحكومة، وتأسست جمعية جميع نساء الهند الديمقراطيات المتحدة في عام 1981.
تفرض (AIDWA) رسوم عضوية سنوية قيمتها روبية واحده، مما يسمح لها باستقلالية سياستها عن الوكالات المانحة والحكومة. في عام 2007 تخطي عدد اعضائها ال10 مليون عضو موزعين على 23 ولاية.

### حملة 2002 ضد اعلان شركة هيندوستان يونيلفر
يمكن تجاوز المعايير الثقافية بسهولة. في عام 2002، أجبرت احتجاجات واسعه شركة هيندوستان يونيلفر المحدودة (وهي شركة تابعة لشركة يونيلفر التي مقرها لندن) أن تلغي حملة اعلان تلفزيوني لكريم أنتجته بسبب تصويرها غير العادل للمرأة. بنيت فكرة الحملة حول رجل كان دائم الشكوى (يتمنى لو كان لديه ابن) وصورت الحملة مشكلته حول ابنته التي تمتلك بشرة داكنة غير جذابه، ولكن بعد استخدامها كريم Fair&Lovely أصبحت ذات بشرة بيضاء رائعة، تتألق في تنورة قصيرة ومضيفة طيران ناجحة وتأخذ والدها للعشاء في  فندق خمس نجوم.
قامت (AIDWA) بتقديم شكوي لدى لجنة حقوق الإنسان الوطنية في نيولهي وهي جادلت حول ان التفضيل التقليدي للأبناء يعزز التمييز بين الجنسين والذي يشكل مشكلة كبيرة في الهند،  وأضافت أيضا أن الإعلان يعزز ثقافة التمييز في المجتمع حيث ينظر إلى البشرة البيضاء أنها مقياس للجمال.
إنحازت وزارة الإعلام والإذاعة الحكومية إلى (AIDWA) ووجهت المحطات بعدم بث الإعلان  نظرا لمخالفتها لقانون شبكات التلفزيون والكابل عام 1995 والذي ينص على أنه «لا يجب على الإعلان ان يحتوي على سخرية من أي عرق، أو طبقة، أو لون، أو عقيدة، أو جنسية»، علاوة على أنه ينص أيضا انه «لا يجب تصوير المرأة بطريقة تؤكد الصفات السلبية والخاضعة وتشجيعهم على لعب دور ثانوي في العائلة والمجتمع» وعلى ذلك أخبر الوزير البرلمان انه إذا لم تنظم هيئات البث  محتوى الإعلان فإنه سيضطر إلى القيام بذلك. أصر مجلس معايير الهند للإعلان ASCI))  وهو مجموعه من المعلنين ووكالات الإعلان أنه  من ينبغي عليه القيام بالتنظيم وليس الحكومة. اخبر ASCIشركة هيندوستان يونيلفر ان إعلانهم مسيء وتم انهائها.

## المؤتمر AIDWA الوطني
عُقد المؤتمر الأول للAIDWA في مدينة تشيناي في عام 1981، مع حضور ممثلو 12 ولاية يشكلون 590 الف عضو. تم عقد المؤتمر الوطني الثامن في كولكاتا في عام 2007، مع حضور 951 مندوب من 23 ولاية يمثلون حوالي  18,600,000 عضو. ألقى رئيس وزراء البنغال الغربية السابق جوتي باسو كلمة في الجلسة الافتتاحية.

### المؤتمر الوطني العاشر
عُقد المؤتمر الوطني العاشر في بوده جايا، بيهار، من 22 إلى  25 نوفمبر 2013.  بدأ المؤتمر برفع العلم من قبل الرئيس الوطني لAIDWA شيمالي جوبتا، وتكريم الشهداء الذين ضحوا بحياتهم من أجل تحرير المرأة والعدالة الاجتماعية. قدمت الجلسة الافتتاحية جلسة خاصة بعنوان «النساء ضد العنف: تحارب من أجل العدالة، وتقاوم العنف، والمطالبة بالحقوق» حيث النساء في جميع انحاء الدولة اللاتي حاربن ضد العنف، العنصرية، الظلم الاجتماعي في أشكاله العديدة التي تتضمن العنف المنزلي والسياسي، والاعتداء الجنسي، ويحاربن من أجل حقوقهم في الأرض، ويحاربن ضد التمييز الطبقي والطائفي، وضد الإرهاب.
من ضمن النساء اللاتي تحدثن الناجية من الاغتصاب الجماعي القبلي من تاميل نادو، باراندهاي، التي وقفت ضد الاعتداء الجنسي من قبل مسؤولو الشرطة والغابة لمدة 19 عاماً، ونجحت اخيراً في الحصول على العدالة.